# Obléhání Dunkerku (1944–1945)
Obléhání Dunkerku, které proběhlo od 7. října 1944 do 9. května 1945, představuje jednu z bitev závěrečné fáze druhé světové války. Německá posádka pod velením viceadmirála Friedricha Frisia v tomto období vzdorovala spojeneckým jednotkám, mezi nimiž přístav obléhali také českoslovenští vojáci vedení brigádním generálem Aloisem Liškou. Po kapitulaci nacistického Německa se posádka pevnosti vzdala oblehatelům. Tato bitva představuje nejvýznamnější bojové nasazení Československé samostatné obrněné brigády během bojů na západní frontě.

## Situace před obléháním
Československá samostatná brigáda, která se vytvořila ve Velké Británii, se přeplavila do Francie 30. srpna 1944, kde však prozatím zůstávala v záloze. Velitel brigády Alois Liška žádal české úřady ve Velké Británii, aby byli českoslovenští vojáci odesláni na frontu a aby brigáda byla doplněna požadovanou technikou. Britská strana se však obávala toho, že brigáda nebude moci nahrazovat vlastní ztráty, proto nechtěla čs. vojáky pověřit úkoly na hlavní frontě. Přesto postupně doplňovala stavy bojové techniky a na přelomu srpna a září 1944 byla přesunuta k francouzskému přístavu Dunkerque, který byl, ač obklíčen, v moci německých vojsk. Kolem města byla vybudovány tři obranné linie, síť plavebních kanálů umožňovala Němcům v případě nutnosti zatopení značné části předpolí. Ve městě se nacházelo dvanáct tisíc příslušníků německých vojsk, z toho tvořili asi 2 tisíce příslušníci Waffen SS.
Historik Zdenko Maršálek tvrdí, že v den příjezdu čs. jednotky na francouzskou pevninu 34 % početního stavu jednotky – tedy celou jednu třetinu – prokazatelně tvořili českoslovenští Židé. Přičemž reálný počet byl pravděpodobně ještě vyšší, neboť mnoho čs. vojáků židovského původu tento fakt při vstupu do zahraniční armády z důvodu silného antisemitismu a obav o svoji bezpečnost v případě zajetí Němci, záměrně neuvedlo.

## Obléhání
Českoslovenští vojáci zaujali 7. října svá obranná postavení a spolu s britskými a francouzskými jednotkami zahájili samotné obléhání. Ještě než se stačili seznámit s okolním terénem, byli nuceni čelit nepřátelskému výpadu. Pokus o noční útok byl odražen, ale 9. října odpoledne vrhli Němci do boje pěchotu a dokázali obsadit některá předsunutá postavení oddílu. Původní linii se podařilo obnovit až následujícího rána za pomoci britských tankistů.
První boj ukázal, že úkol brigády bude skutečně spočívat především v průzkumné činnosti a kontrolování aktivity daleko silnějšího nepřítele. První větší ofenzíva československých jednotek se odehrála 28. října v den státního svátku ČSR. Příslušníci pěchoty podporovaní 2. tankovým praporem provedli útok pod velením Antonem Petrákem, při němž nepřítel odepsal ze stavu 50 mrtvých a 14 zajatých. Ještě téhož dne byl proveden druhý útok, při kterém padlo 150 Němců, 6 důstojníků a 350 mužů padlo do zajetí. Československá brigáda měla menší ztráty, celkem při obou akcích padlo 36 mužů, 3 zůstali nezvěstní. K úspěchu brigády blahopřál i velitel britské 21. skupiny armád maršál Montgomery.

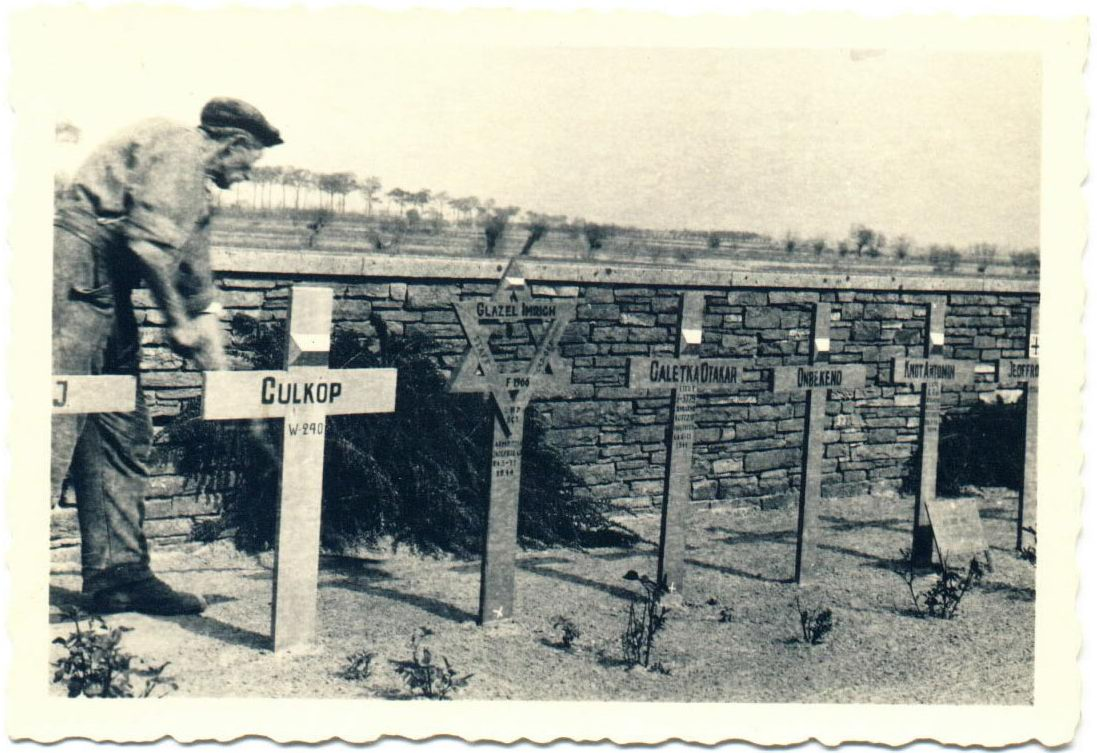
Provizorní náhrobky padlých československých vojáků u Dunkerque, Francie, 1945

Další bojová akce se uskutečnila 5. listopadu a začala náletem britských letadel, která ničila raketami palebná postavení nepřítele. Po dělostřelecké přípravě vyrazilo na zteč 43 československých tanků s pěchotou. Němci však kladli oproti předchozímu útoku silný odpor. Na několika místech se československým vojákům podařilo dobýt pevnůstky, ovšem tanky uvázly v minových polích a pěchota bez jejich podpory nemohla dokončit úkol. Jednotky se musely stáhnout zpět do svého postavení. Německá vojska ztratila 150 vojáků, dalších 170 bylo zajato. Československé jednotky přišly o 26 mužů, 9 se jich stalo nezvěstných, 59 vojáků bylo raněno. Padlí českoslovenští vojáci z tohoto i jiných střetů z této doby jsou pohřbeni na vojenském hřbitově v Adinkerke.
V dalším průběhu bojů docházelo pouze k nevýznamným akcím, způsobených průzkumnou a hlídkovou činností nebo dělostřeleckými duely. Velení čs. brigády se snažilo působit na nepřítele i psychologicky, když vysílalo z radiostanic relace německým vojákům či nechalo vystřelovat granáty s letáky a dalším propagandistickým materiálem. V důsledku této činnosti se do 19. ledna 1945 vzdalo 669 vojáků a 9 důstojníků. Poslední boje se odehrály v dubnu 1945. V noci ze 4. na 5. duben odrazili čs. tankisté ve spolupráci z francouzskou rotou německý pokus o výpad v západní části perimetru. Ve dnech 9.–10. dubna podnikl nepřítel nový útok, při kterém se mu podařilo dosáhnout místních úspěchů. 14. dubna zahájili čeští, slovenští, britští a francouzští vojáci protiútok, avšak tato akce skončila neúspěchem. Boje zde zuřily do 16. dubna, ovšem bez podstatnějších změn.

## Seznam padlých (září 1944 - květen 1945)
1. TANKOVÝ PRAPOR

BENÊS Hříbalík - 4. dubna 1945 - LOON-PLAGE

BROUČEK Augustin - 16. listopadu 1944 - SAINT-OMER

ČMEJCH Lideĕk - 3. listopadu 1944 - FEMME GOURAŇ

DIVIŠ Karel - 19. října 1944 - GARE

DOUŽÍŽ (LUTIVEN) Lao - 23. ledna 1945 - GARE

DUŠEK Pavel - 14. října 1944 - SANGNERIS (nemocnice)

GABRIŠ Oškár - 4. března 1945 - GARE

HOROCHONIC Josef - 25. dubna 1945 - SAINT-OMER (nemocnice)

HRAJKOVEC Leopold - 11. března 1945 - SAINT-OMER (nemocnice)

JIRÁSEK Josef - 17. října 1944 - FEMME BIELIUM

KOHOUTEK Alois - 22. ledna 1945 - FEMME GOURAŇ

KUCHAŘ Ladislav - 11. listopadu 1944 - SAINT-OMER

VRÁB Alois - 13. října 1944 - GARE

VÍTÁ František - 6. prosince 1944 - SANGNERIS (nemocnice)

PRIDÁK Stefan - 10. listopadu 1944 - FEMME GOURAŇ

STICHEL Břetislav - 30. října 1944 - SPYCKER (PLATĂNIER)

ŠRÁMEK Josef - 1. ledna 1945 - SAINT-OMER

STEINBAUER - 5. listopadu 1944 - SPYCKER (PLATĂNIER)

ZAHRADKA George - 11. listopadu 1944 - SPYCKER (PLATĂNIER)

2. TANKOVÝ PRAPOR

BEDNAŘÁK Zdenek - 4. listopadu 1944 - GHYVELDE

BODENCK Anáší - 10. dubna 1945 - FEMME LEFEBVRE

CHLADKA Otakár - 5. listopadu 1944 - GHYVELDE (MIEL-HOUCK)

FIKČEK František - 31. října 1944 - GHYVELDE

ELIAS Břetislav - 4. března 1945 - LA PANNE

FIŠER Josef - 19. října 1944 - GARE

GRYČEK Václav - 29. ledna 1945 - GHYVELDE

HACKÉR Stefan - 5. listopadu 1944 - GHYVELDE

HENYEL František - 5. listopadu 1944 - GHYVELDE

JILEK Josef - 26. října 1944 - GHYVELDE (LA PANNE)

MAŠEK Leopold - 11. října 1944 - GHYVELDE (LA PANNE)

LACKOVIĆ Ladislav - 20. prosince 1944 - GHYVELDE

LANGÉR František - 26. října 1944 - GHYVELDE (LA PANNE)

LODERER Isaac - 29. října 1944 - GHYVELDE (MIEL-HOUCK)

MATÚŠÍK Josef - 28. října 1944 - GHYVELDE (LA PANNE)

MERKELTEJN Marvan James - 26. října 1944 - GHYVELDE

MRKVAŠEK Charles - 11. října 1944 - GHYVELDE

MRLLOKO Peter - 1. února 1945 - GHYVELDE

NEMÍNG Rudolf - 7. března 1945 - LA PANNE

ORÁČI Stanislav George - 10. dubna 1945 - LA PANNE

POKORNÝ Charles - 11. října 1944 - GHYVELDE

POVEDER Miroslav - 13. října 1944 - GHYVELDE (MIEL-HOUCK)

PROPER Heintz - 5. listopadu 1944 - GHYVELDE

ŠEVCIEN Pavel - 5. listopadu 1944 - GHYVELDE (MIEL-HOUCK)

TERKAY Ladislav - 26. října 1944 - GHYVELDE (MIEL-HOUCK)

TIHEK Charles - 26. října 1944 - GHYVELDE

UNDERBROUŮD Uldrich - 15. dubna 1945 - GHYVELDE

WELLA Hedvíč - 5. listopadu 1944 - GHYVELDE

WECK Antonín - 5. listopadu 1944 - GHYVELDE

ŽEJDLIK Josef - 5. listopadu 1944 - GHYVELDE

MOTORIZOVANÁ PRŮZKUMNÁ JEDNOTKA

BLISS Miroslav - 10. října 1944 - SPYCKER (PLATĂNIER)

KUBIN Bohomil - 5. října 1944 - SPYCKER (PLATĂNIER)

PACEK Josef - 11. října 1944 - FEMME GOURAŇ

SPIRA Charles - 9. října 1944 - SPYCKER (PLATĂNIER)

3. TANKOVÝ PRAPOR

MAMUDU Václav - 18. dubna 1945 - SPYCKER (PLATĂNIER)

ADAMEK Emerich - 26. října 1944 - SPYCKER (PLATĂNIER)

BROD Rudolf - 11. dubna 1945 - SPYCKER (PLATĂNIER)

GROSS Jaroslav - 11. dubna 1945 - SPYCKER (PLATĂNIER)

HELEŠIC Jan - 11. dubna 1945 - SPYCKER (PLATĂNIER)

HERMANN Friedrich - 11. dubna 1945 - SPYCKER (PLATĂNIER)

JIROŠ Jaroslav - 11. dubna 1945 - SPYCKER (PLATĂNIER)

MÁTLOGH Eugène - 11. dubna 1945 - SPYCKER (PLATĂNIER)

NOVÁK František - 11. dubna 1945 - SPYCKER (PLATĂNIER)

SKANDERA Josef - 11. dubna 1945 - SPYCKER (PLATĂNIER)

YELLKOM Antonín - 11. dubna 1945 - SPYCKER (PLATĂNIER)

VELITELSTVÍ BRIGÁDY

BZÁLÁ Cyril - 28. října 1944 - FEMME GAMBIER

GRUBER Jaroslav - 28. října 1944 - FEMME GAMBIER

HLAVÁČEK Miroslav - 8. listopadu 1944 - GHYVELDE

KAVÁLA Jan - 8. listopadu 1944 - GHYVELDE

SOMLOLKRI (VANKA) Henry - 28. října 1944 - FEMME GAMBIER

MACOŠEK (MACROŠEK) Alois - 11. dubna 1945 - ARMANOVIUS-CAPPEL

MAJINEK Jan - 5. listopadu 1944 - GHYVELDE

PEŇAR Václav - 5. listopadu 1944 - GHYVELDE

REZERVNÍ TANKOVÁ ROTA

DÚRÍL Josef - GHYVELDE

JURČEK Francis - 5. listopadu 1944 - GHYVELDE

KOLCHA Emil - 6. listopadu 1944 - GHYVELDE (MIEL-HOUCK)

NEWTS Paul - 5. listopadu 1944 - GHYVELDE

RASZKA Jan - 7. listopadu 1944 - GHYVELDE

SMEK Alois - 5. listopadu 1944 - GHYVELDE

VICLAFNÍK Hilarius - 28. října 1944 - BOVILLE

MOTORIZOVANÝ PRAPOR

BALLÁREK Jan - 1. ledna 1945 - BRAY-DUNES

BERGMAN Francis - 11. září 1944 - SPYCKER (PLATĂNIER)

BROUMAN Vilém - 1. února 1945 - SPYCKER (PLATĂNIER)

BLUMENTHAL Frederick - 5. listopadu 1944 - GHYVELDE (MIEL-HOUCK)

BONNENSLY Karel - 11. dubna 1945 - SPYCKER (PLATĂNIER)

BONY Jan - 5. listopadu 1944 - GHYVELDE

ČERNIK Alois - 11. dubna 1945 - SPYCKER (PLATĂNIER)

CHELČÁK Emil - 10. dubna 1945 - SPYCKER (PLATĂNIER)

DAUDOVIČ Karly - 5. listopadu 1944 - GHYVELDE

DAVÁČEK Jaromír - 28. října 1944 - CAGOU

DOPFER Josef - 23. října 1944 - BRAY-DUNES

DUBNICKÝ Josef - 26. října 1944 - SPYCKER (PLATĂNIER)

DUDA Augustin - 5. listopadu 1944 - GHYVELDE

EBEL Alfred - 29. října 1944 - BRAY-DUNES

ELBERT Charles - 13. listopadu 1944 - GHYVELDE

PASSEL Charles - 5. listopadu 1944 - GHYVELDE

RIED Otto - 2. listopadu 1944 - GHYVELDE

GELLÍŇG Bohomil - 18. dubna 1945 - SPYCKER(PLATĂNIER)

GRÚHBACH Andrej - 28. října 1944 - BRAY-DUNES

HÁJEK Václav - 8. dubna 1945 - SPYCKER (PLATĂNIER)

HÁJEK Miroslav - 16. dubna 1945 - SPYCKER (PLATĂNIER)

HÁJEK Václav - 18. ledna 1945 - SPYCKER (PLATĂNIER)

HANKA Svobodar - 21. října 1944 - BRAY-DUNES

HAŇZEL Anton - 30. října 1944 - SPYCKER (PLATĂNIER)

HAVLÍK Uldrich - 28. dubna 1945 - SPYCKER (PLATĂNIER)

HORVŇÁK John - 7. listopadu 1944 - SPYCKER (PLATĂNIER)

HRAŠA Franz - 30. října 1944 - SPYCKER (PLATĂNIER)

IYEA Josef - 26. dubna 1945 - SPYCKER (PLATĂNIER)

KAMP Antonín - 23. ledna 1945 - BRAY-DUNES

KENDUKA (Collar) Jaroslav - 1. května 1945 - LA PANNE

KERESZT Emil - 14. dubna 1945 - SPYCKER (PLATĂNIER)

KLOZ Eduard - 15. dubna 1945 - FEUTERRE

KOHN Francis - 15. dubna 1945 - BRAY-DUNES

KOLLÁŘ Charles - 5. listopadu 1944 - GHYVELDE

KUBIN Stefan - 14. dubna 1945 - SPYCKER (PLATĂNIER)

KUDR Stanislav - 15. ledna 1945 - GHYVELDE

KUNĚS Václav - 5. listopadu 1944 - GHYVELDE

MACHÁČEK Voitech - 15. dubna 1945 - SPYCKER (PLATĂNIER)

MACHALA Francis - 15. dubna 1945 - SPYCKER (PLATĂNIER)

MALÝJULEEK Francis - 20. ledna 1945 - BRAY-DUNES

MAUTNER František - 26. října 1944 - BERGUES

MORÁVEK Francis - 14. dubna 1945 - SPYCKER (PLATĂNIER)

MUSÍG OMICKA - 12. dubna 1945 - SPYCKER (PLATĂNIER)

OPELKA Josef - 15. dubna 1945 - SPYCKER (PLATĂNIER)

PAVELKA Ferdinand - 15. dubna 1945 - SPYCKER (PLATĂNIER)

PLUTO Josef - 11. dubna 1945 - SPYCKER (PLATĂNIER)

PRANKOP Milan - 14. dubna 1945 - SPYCKER (PLATĂNIER)

FUŽEJ ZDENĚK - 11. dubna 1945 - SPYCKER (PLATĂNIER)

RING Bernard - 21. října 1944 - BRAY-DUNES

ROSENBERG Alexander - 4. listopadu 1944 - GHYVELDE

ROTHENLERG David - 5. listopadu 1944 - GHYVELDE

SCHRÖTER Vilém - 15. dubna 1945 - SPYCKER (PLATĂNIER)

SUNTAŘEZ Eugene - 5. listopadu 1944 - GHYVELDE

SMETANA Emanuel - 5. listopadu 1944 - GHYVELDE (MIEL-HOUCK)

STÁREK Václav - 5. listopadu 1944 - BRAY-DUNES

STAUERTĖ Karel - 5. listopadu 1944 - SPYCKER (PLATĂNIER)

SIVĚCH Anton - 7. dubna 1945 - SPYCKER (PLATĂNIER)

STÁREK Václav - 15. dubna 1945 - SPYCKER (PLATĂNIER)

STŘEHA František - 15. dubna 1945 - SPYCKER (PLATĂNIER)

STRACINA Emil - 5. listopadu 1944 - SAINT-OMER

STŘÍŽ Miroslav - 23. ledna 1945 - BRAY-DUNES

SŮBA Jan - 14. dubna 1945 - SPYCKER (PLATĂNIER)

ŠAEDANEY Josef - 15. dubna 1945 - SPYCKER (PLATĂNIER)

ŠVÉHLA August - 13. dubna 1945 - SPYCKER (PLATĂNIER)

WALLOUGH Rudolf - 15. dubna 1945 - SPYCKER (PLATĂNIER)

ŽENIJNÍ ROTA

ŠTVELEK Rudolph - 5. ledna 1945 - LOON-PLAGE

GLAJNER Hugh - 5. ledna 1945 - COPPENAXFORT

HANŽČÍK Antonín - 1. dubna 1945 - LOON-PLAGE

JANOŠ Francis - 21. listopadu 1944 - LOON-PLAGE

MELICHAR Rudolf - 5. listopadu 1944 - GHYVELDE

PROCHÁRI Leoš - 20. října 1944 - GHYVELDE (MIEL-HOUCK)

SCHRAMM Rudolf - 5. listopadu 1944 - GHYVELDE

ŠPAČEK Alois - 29. října 1944 - GHYVELDE

WOWKA Emil - 15. dubna 1945 - COPPENAXFORT

PROTILETADLOVÁ BATERIE

MAREK Václav - 29. listopadu 1944 - ARMANCUS-CAPPEL

PROTITANKOVÝ DĚLOSTŘELECKÝ PLUK

DREŠLA Francis - 15. listopadu 1944 - ARMANCUS-CAPPEL

ŠOCHÁK Antonín - 15. dubna 1945 - SPYCKER (PLATĂNIER)

HÁJEK Josef - 20. prosince 1944 - GRAND-MILLEBRUCHE

HORKA Otto - 20. prosince 1944 - SPYCKER (PLATĂNIER)

KLEŇA František - 18. dubna 1945 - GRAND-MILLEBRUCHE

KISKA Francis - 22. prosince 1944 - GRAND-MILLEBRUCHE

POKAŘ Josef - 18. dubna 1945 - SPYCKER (PLATĂNIER)

MOON Eugène - 21. října 1944 - FEMME VERNANDEL

ORČMÁČEK Václav Perel - 4. dubna 1945 - FEMME VERSALGO

SVOBODA Jan - 4. dubna 1945 - FEMME VERSALGO

PLAZAK Richard - 15. října 1944 - FEMME HOUCK

SPĚNÍK Emil - 5. listopadu 1944 - FEMME HOUCK

RYCHTKA Josef - 20. prosince 1944 - GRAND-MILLEBRUCHE

WOJNAR Rudolf - 5. dubna 1945 - GRAND-MILLEBRUCHE

DĚLOSTŘELECTVO

ČIRJÁNEK František - 22. října 1944 - BADINCK

JANOŠ Oldřich - 1. dubna 1945 - LOON-PLAGE

KOŽIŠEK František - 4. března 1945 - LOON-PLAGE

MELÍČÁK Alois - 4. března 1945 - SPYCKER (PLATĂNIER)

NEUŽÍŽKA Jan - 5. listopadu 1944 - LOON-PLAGE

PŠÓLÁKA Charles - 4. března 1945 - LOON-PLAGE

VITANNÝ Bohomil - 13. dubna 1945 - SPYCKER (PLATĂNIER)

VOJENSKÁ POLICIE

FIŠKA Charles - 8. listopadu 1944 - WORMHOUT

SPOJAŘSKÝ ODDÍL

KOPAJUŇÁK Martin - 30. dubna 1945 - LOON-PLAGE

KOPEČEK Josef - 26. listopadu 1944 - GHYVELDE

DOPRAVNÍ ODDÍL

JELLINEK Rudolf - 5. listopadu 1944 - GHYVELDE

ZEMSKÝ Perel - 5. listopadu 1944 - GHYVELDE

ODDÍL ÚDRŽBY TANKŮ

FULAČKA Perel - 5. listopadu 1944 - CASSEL

TOMÍČEK Francis - 4. dubna 1945 - CASSEL

## Konec války
Protože se válka v Evropě chýlila ke svému konci a americké jednotky dosáhly 18. dubna chebského výběžku, byla oživena myšlenka uvolnění čs. brigády do bojů v Československu. Nakonec do Čech odjel 23. dubna pouze narychlo sestavený oddíl v čele s pplk. Sítkem, který 1. května vstoupil na území předválečné ČSR a 9. května večer dorazil do Prahy.
9. května 1945 v půl desáté dopoledne podepsal viceadmirál Friedrich Frisius na velitelství brigády kapitulaci tamní posádky. Generálu Liškovi se vzdalo asi 10 500 německých obránců Dunkerque. Nad francouzským přístavem zavlála společně československá a britská vlajka.